# Lake Saint Francis
Lake Saint Francis (engelska) eller Lac Saint-François (franska) är en sjö i Kanada.   Den ligger i provinserna Ontario och Québec, i den sydöstra delen av landet, 100 km öster om huvudstaden Ottawa. Lake Saint Francis ligger 43 meter över havet.